# Иперкооп (Таранто)
Иперкооп (итал. Ipercoop) је насеље у Италији у округу Таранто, региону Апулија.
Према процени из 2011. у насељу је живело 16 становника. Насеље се налази на надморској висини од 43 м.